# Ghost of Yōtei
Ghost of Yōtei (з англ. — «Привид Йотей») — це майбутня гра в жанрі пригодницького бойовика, розроблена компанією Sucker Punch Productions і видана Sony Interactive Entertainment. Це є самостійне продовження гри 2020 року Ghost of Tsushima. Вихід гри на PlayStation 5 заплановано на 2025 рік.

## Синопсис
Ghost of Yōtei зосереджена навколо «помсти невдахи». Події гри розгортаються у 1603 році на острові Хоккайдо, Японія. Гравці керуватимуть персонажем Ацу (озвученою Ерікою Ішіі), жінкою-воїном, яка приймає образ «Привида». Розробники зазначають, що гравці матимуть більше контролю над сюжетом і виборами Ацу порівняно з Ghost of Tsushima.

## Розробка
Сетинг Ghost of Yōtei був натхненний численними візитами Sucker Punch Productions до північної Японії. Креативний директор Джейсон Коннелл був вражений красою гори Йотей, дивлячись на неї годинами. Команда розробників записувала звуки природи в національному парку Сіретоко. Креативний директор Нейт Фокс хотів, щоб продовження Ghost of Tsushima зберегло його основні елементи: «перенесення гравця в романтику та красу феодальної Японії».
Гру було представлено під час презентації PlayStation State of Play 24 вересня 2024 року.